# Oranjekuiftiran
De oranjekuiftiran (Myiophobus phoenicomitra) is een zangvogel uit de familie Tyrannidae (tirannen).

## Verspreiding en leefgebied
Deze soort komt voor van Colombia tot Peru en telt twee ondersoorten:
- M. p. litae: westelijk Colombia en noordwestelijk Ecuador.
- M. p. phoenicomitra: van oostelijk Ecuador tot noordelijk Peru.

## Status
De grootte van de populatie is niet gekwantificeerd maar de soort wordt omschreven als schaars. Op de Rode lijst van de IUCN heeft deze soort de status niet bedreigd.